# 希爾格 (蒙大拿州)
希爾格（英語：Hilger）是位於美國蒙大拿州弗格斯縣的普查規定居民點。

## 歷史
希爾格的郵局自1911年營運至今。

## 人口
根據2020年美國人口普查的數據，希爾格的面積為0.73平方千米，皆為陸地。當地共有人口24人，而人口密度為每平方千米32.88人。